# Karel Broeckaert
Pour les articles homonymes, voir Broeckaert.
Karel Broeckaert, né à Gand le 22 mai 1767 et mort à Alost le 11 août 1826, est un homme de lettres et journaliste flamand d'expression néerlandaise. 

## Biographie

### Gand
On sait peu de choses, sinon rien, de l'enfance de ce fils de Jacob Jan Broeckaert et de Suzanna Petronella Jaspaert.  Peu de temps après la première attaque des occupants français à Jemappes, le 6 novembre 1792, il publia, dans sa ville natale, un journal, d'abord sous le titre Nieuws van Vader Roeland pendant van Père Duchène (Nouvelles de Père Roland, pendant de Père Duchène), titre faisant allusion à son modèle : le journal ultra-révolutionnaire parisien Le Père Duchesne, d'Hébert.  Après dix numéros, ce titre fut changé en celui de Dagelyks Nieuws van Klokke Roeland (Nouvelles quotidiennes de la Cloche Roland), avec la devise : Als ik kleppe 't is brand, als ik luye 't is victorie in 't land (« Je bats en cas d'incendie et je sonne quand la patrie est victorieuse »).  L'éditeur, alors âgé de vingt-cinq ans, cherchait à vulgariser les idées républicaines, préférentiellement en des lignes savoureuses : « […] cet enthousiasme de raconter, qui m'est inné […] », dit-il dans le quatrième numéro.  Il arrêta l'entreprise à la veille de la restauration autrichienne, après 70 numéros (décembre 1792 - mars 1793). 
Il prit une nouvelle initiative après le retour des Français, lorsque le Directoire fut installé à Paris.  Son journal De Sysse-panne ofte den Estaminé der Ouderlingen (La Saucière ou l'Estaminet des anciens) paraissait en principe deux fois par semaine.  Un millier de pages auraient vu le jour entre le 31 octobre 1795 et le 20 mai 1798.  Le titre du journal fait allusion à l'expression « iemand zijn saus [sijsse, en dialecte gantois] geven » (dire la vérité en face de quelqu'un).  Le périodique fut présenté comme « une réponse aux écrits anonymes, calomnieux et injurieux, diffusés parmi le peuple » (Gazette van Gend, 12 novembre 1795).  Pendant les premiers mois, la véritable cible était la revue gantoise Den Demokraet (Le Démocrate).  Ses rédacteurs propageaient des idées dans l'esprit de la Convention nationale, gauchiste.  Broeckaert, par contre, défendait les idéaux du Directoire, un régime où seuls les riches étaient en mesure de s'affirmer.  

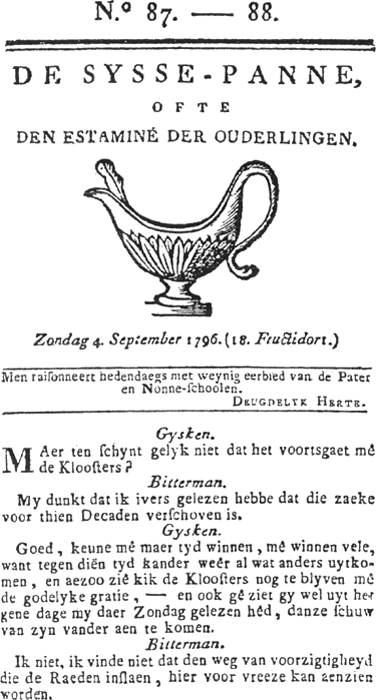
De Sysse-panne, ofte den Estaminé der Ouderlingen, no 87-88, du dimanche 4 septembre 1796 (18 fructidor).

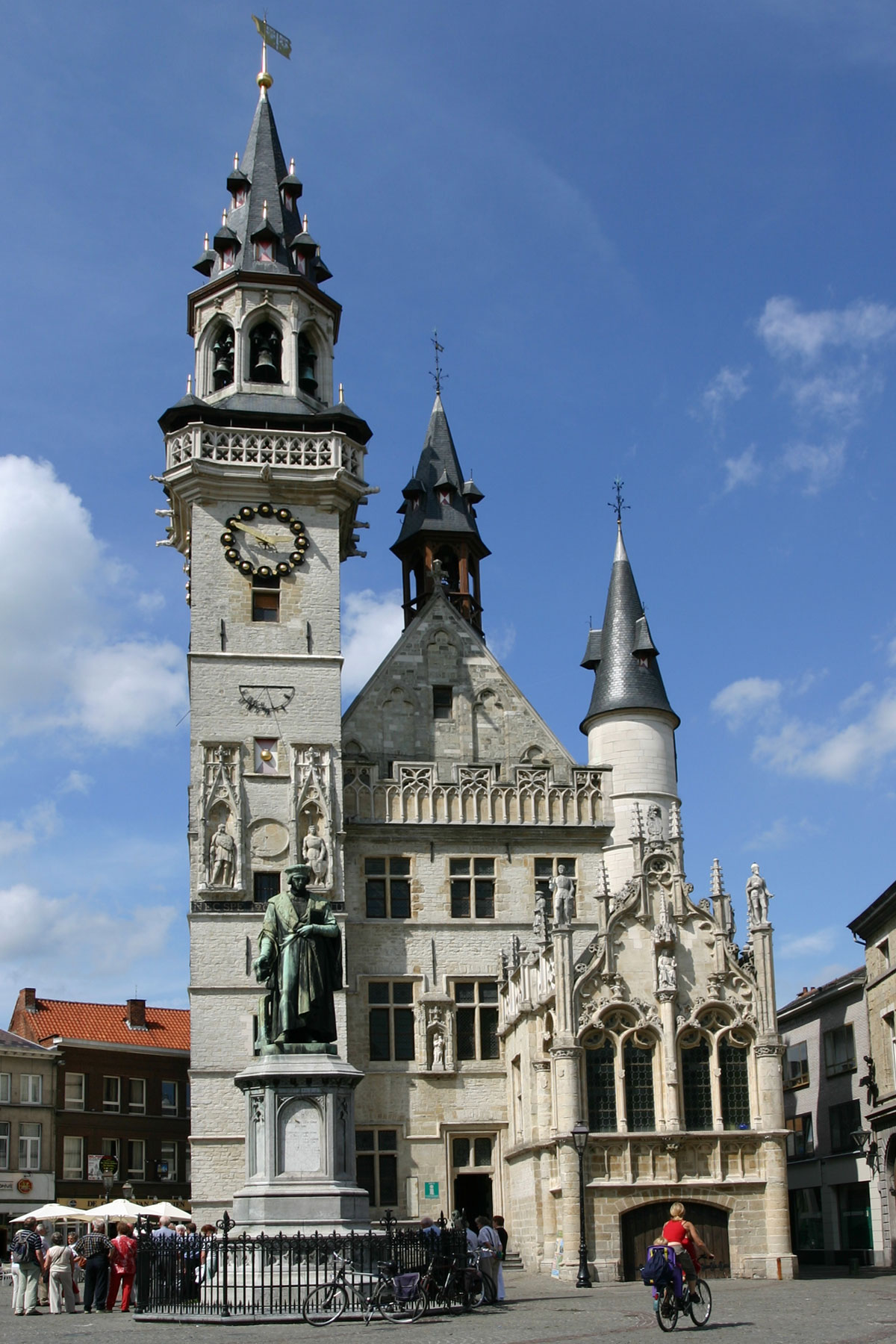
À Alost : le beffroi.

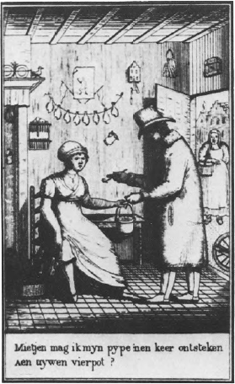
Mietjen mag ik myn pype nen keer ontsteken aen uywen vierpot ? (« Mariette, puis-je allumer ma pipe à votre brasier ? »). Illustration tirée de Jellen en Mietje (Guillemin et Mariette, 1815) de Karel Broeckaert.

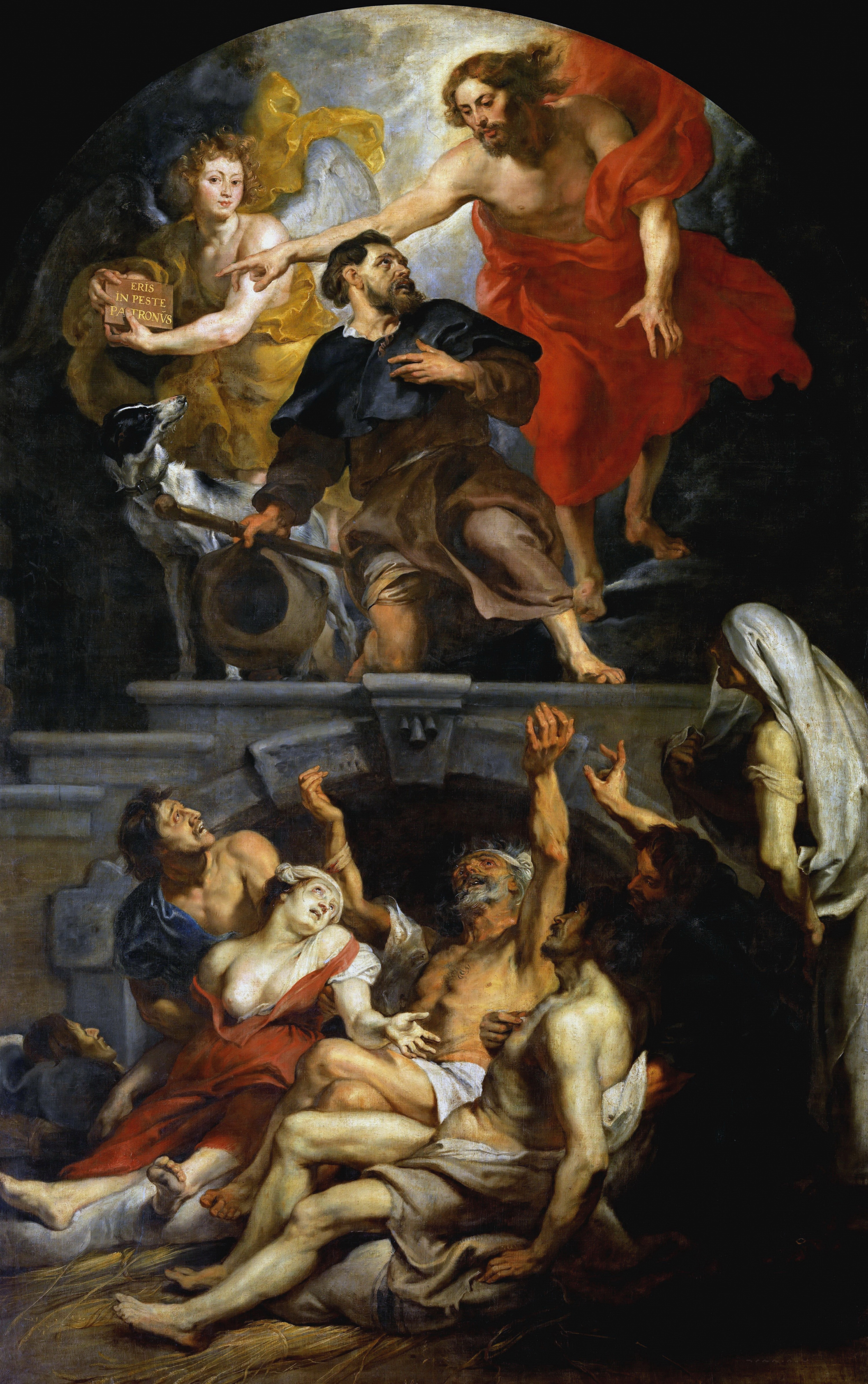
À l'occasion de la restitution de ce retable de saint Roch de Rubens (église Saint-Martin d'Alost), qui avait été enlevé par les Français, Karel Broeckaert écrivit le Wederkomst van het ontstolen tafereel (Retour du tableau volé).

L'humour, des descriptions concises et un langage coloré et animé, sont les principales caractéristiques du style de Broeckaert.  Il est évident qu'il connaissait un certain nombre d'auteurs éclairés, tels que Voltaire, qu'il cite et dont il assimile les idées dans ses propres écrits.  En outre, il cite les philosophes français et anglais (Diderot, Raynal, Franklin, Smith et Hobbes), et il se situe politiquement du côté des républicains, mais ses opinions restent modérées.  Il défend la religion, tout en dénonçant la superstition et la dévotion populaire.  Il se rallie au menu peuple, au tiers état, et désigne les habitants des Pays-Bas septentrionaux comme des compatriotes.
Dans la plupart des numéros, un groupe de personnages fictifs discutent les nouvelles du jour : le républicain tolérant Bitterman (en qui l'on a voulu voir l'incarnation des anciens vonckistes), le radical jacobin Deugdelyk Herte (un nom de plume qui signifie Cœur vertueux, sans doute faisant allusion à un ancien partisan de l'empereur Joseph II), et leur antipode Gysken : un homme représenté comme vieillot, naïf et parlant le patois, qui demeure fidèle au clergé et à l'Ancien Régime, et à qui il ne plaît pas de voir subir son fils Tobias les influences jacobines.  La cessation des activités, le 20 mai 1798, est, selon toute vraisemblance, à mettre en relation avec un resserrement de la politique gouvernementale par rapport à la presse. 
Le style narratif et le dialogue sont inspirants : selon René Felix Lissens, on lit chez lui des « pages qui se distinguent par leur esprit vif, par leur réalisme populaire dans la représentation et par le langage vivant, axé sur la didactique » ; des qualités par lesquelles ce journalisme a devancé 't Jaer 30 de Guido Gezelle.  Historiquement parlant, le périodique de Broeckaert représentait plutôt un exemple tardif de la famille des écrits « spectatorials » publiés avec grand succès en Angleterre et aux Provinces-Unies, à l'instar de Richard Steele et de Joseph Addison (noms qui apparaissent de temps à autre dans la Sysse-panne).
Environ un an et demi après la cessation commença une nouvelle série selon une formule actualisée : Briefwisseling tusschen Vader Gys en verscheyde andere geleerde persoonen van zynen tyd (1799-1800 ;  Correspondance entre le père Gys et différents autres érudits de son temps).  Cette initiative visait à lutter contre un nouveau périodique lancé par un autre écrivain gantois, Jacob Jan Antheunis : De Protocole Jakobs, soone Johans, soone Balthazars, die de vryheyd der Gaulen, ende de goede uytvoering hunner wetten lief heeft (Le Protocole de Jacques, fils de Jean, fils de Balthazar, qui désire la liberté des Gaulois et la juste application de leurs lois).  Dans cette revue, Antheunis attaquait de nombreux administrateurs locaux de l'époque passée du Directoire, plus particulièrement Reinier du Bosch, qui était, depuis le 11 août 1799, démis de sa charge de représentant du Directoire auprès du gouvernement du département de l'Escaut sur la base d'accusations d'extorsion.  Dans la polémique constante avec les journaux de Vader Gys, Antheunis cite Karel Broeckaert en tant qu'auteur.  On peut supposer qu'il ne s'était pas trompé tout le temps.  Il n'épargne Broeckaert que peu : il fait allusion à une consommation abusive d'alcool et à un mauvais mariage.  Il lui reproche surtout que, en étant la cause de l'apathie politique du grand public, il sert les intérêts d'hommes d'État corrompus.  En outre, il se moque de sa langue parfois patoisante.

### Alost
D'autres écrits périodiques diffamatoires furent distribués à Gand jusqu'au 1er messidor VIII (20 juin 1800), lorsque le préfet du département, Guillaume-Charles Faipoult, interdit la publication de tous les journaux, à l'exception de la vieille Gazette van Gend (Gazette de Gand), mais, ayant été nommé greffier de la justice de paix d'Alost, Karel Broeckaert avait entretemps établi son domicile dans cette ville.  Bien qu'il ne soit pas exclu qu'il ait été mis à l'écart par cette promotion, il se peut tout de même qu'il s'agisse ici d'un signe d'approbation de ses efforts des dernières années.  D'Alost, il envoya un message à la Gazette van Gend par lequel il niait toute implication dans la nouvelle série de la Sysse-panne, ajoutant qu'il passait pour l'auteur uniquement parce qu'il avait collaboré de temps à autre.  Pour ce qui concerne la deuxième série de la Syssepanne (1799-1800), la littérature spécialisée a plutôt voulu attribuer un rôle de premier plan à un concitoyen et contemporain de Broeckaert : Joseph Bernard Cannaert,. 
À Alost, Broeckaert devint un membre actif et metteur en scène de la chambre de rhétorique des Catharinistes.  Il représentait cette chambre aux concours de poésie, un phénomène qui connut une floraison exceptionnelle dans les années 1800 dans les départements de la Lys et de l'Escaut.  Il envoya ses écrits, entre autres, au concours de Wakken en 1806 (Het zoenoffer van Christus ou Le Sacrifice expiatoire de Jésus-Christ), de Bruges en 1808 (De laster ou La Calomnie) et d'Ostende en 1809 (De wulpsheid ou La Lascivité).  À la grande consternation de son créateur, ces poèmes répondaient dans une bien moindre mesure aux attentes des auditeurs que, par exemple, l'envoi de son concitoyen J.B.F. Hoffmans.  À Hoffmans furent réservés des lauriers aux trois concours susmentionnés, alors que Broeckaert n'en obtint, à Bruges, que grâce à la relation intéressée, car de réciprocité, avec l'ecclésiastique brugeois Jean-Baptiste Dienberghe.  Ainsi, le poème épique sur la calomnie, imprimé sur huit pages à Alost en 1809, en est la preuve durable que ses talents littéraires furent dirigés vers autre chose que la poésie.  Du reste, parmi les œuvres de circonstance rimées qu'on connaît de lui, un nombre de poèmes de Nouvel An méritent d'être mentionnés, entre autres Aesopus in Aelst (Ésope à Alost) pour l'année 1813, copié dans un cahier de poèmes de Broeckaert et de plusieurs de ses concitoyens.
Avec Hoffmans, l'auteur précité, il était le secrétaire du concours bilingue de poésie sur le thème des Belges, qui avait été organisé par la chambre des Catharinistes et qui eut lieu le 15 novembre 1807.  Les lauréats étaient Pierre-Josse de Borchgrave de Wakken, en langue néerlandaise, et Philippe Lesbroussart, qui venait de déménager de Gand à Alost, en langue française.  Ce bilinguisme ne serait pas le résultat d'interférences de la part du régime napoléonien, comme cela a souvent été suggéré.  Le concours donnant lieu à l'établissement de contacts avec la Deuxième Classe de l'Institut royal d'Amsterdam, Broeckaert espérait pouvoir collaborer avec des auteurs néerlandais à une histoire des chambres de rhétorique.
Pour des almanachs, il écrivait de la prose narrative : Jellen en Mietje (Guillemin et Mariette), Het avond-partytjen (La Soirée) et Meester Naeyer (Maître Couseur).  La fameuse étude de mœurs Jellen en Mietje (écrite en 1811 et publiée en 1815), décrivant un flirt à Gand, est considérée comme la première nouvelle flamande et comme une première esquisse d'un roman ; elle ne put toutefois être publiée qu'après Waterloo, car l'auteur ne s'était pas conformé à l'exigence de la censure sous l'Empire.
Pendant les années passées à Alost, Broeckaert ne réalisa qu'une seule œuvre exceptionnelle, Dobbele schapers almanak, de 1816, qui contient des perles en prose rappelant l'époque des évocations, riches en couleurs et en sons, de la vie populaire à Gand de la Sysse-panne.  En outre, à l'occasion de la restitution à la ville d'Alost, la même année, du tableau de l'autel de saint Roch de Rubens, enlevé de force par l'armée d'occupation française dite révolutionnaire, il écrivit Wederkomst van het ontstolen tafereel (Retour du tableau volé).  Entretemps, à Alost, le 9 messidor XI (c'est-à-dire le 28 juin 1803), l'auteur s'était séparé de Barbara Francisca Gheerts, qui avait annoncé le divorce « pour des raisons d'incompatibilité de nature et de caractère » dans la Gazette van Gend des 6, 9 et 16 thermidor (c'est-à-dire le 25, le 28 juillet et le 4 août).  Si Broeckaert survécut à sa femme ainsi qu'à une seconde épouse, Maria Carolina van Nuffel, il mourut néanmoins relativement jeune, le 11 août 1826.

## Ressources

### Sources
- (nl) Bork (van), Gerrit Jan, et Pieter Jozias Verkruijsse (dir.).  « Broeckaert, Karel », De Nederlandse en Vlaamse auteurs van middeleeuwen tot heden met inbegrip van de Friese auteurs, Weesp, De Haan, 1985, p. 109.
- (nl) Braekman, Willy Louis.  Hier heb ik weer wat nieuws in d'hand: marktliederen, rolzangers en volkse poëzie van weleer, Gand, Stichting Mens en Kultuur, 1990, p. 101  (ISBN 978-90-729-3113-9).
- (nl) Broeckaert, Karel.  Jellen en Mietje, éd. Jozef Huyghebaert, [ fac-similé de l'édition de 1816], Bruxelles, Facultés universitaires Saint-Louis, 1992 (Cahier; 7).
- (fr) Devleeshouwer, Robert (dir.).  La Belgique sous le Consulat et l'Empire, [ catalogue d'exposition], Bruxelles, Bibliothèque royale de Belgique, 1965, p. xxviii.
- (nl) Frederiks, Johannes Godefridus, et Frans Jozef van den Branden.  « Karel Broeckaert », Biographisch woordenboek der Noord- en Zuidnederlandsche letterkunde, Amsterdam, L.J. Veen, 1888-1891, p. 116.
- (nl) Huyghebaert, Jozef.  « De Belgen / Les Belges: het dichterstornooi van Aalst, 1807-1810 », Verslagen en mededelingen van de Koninklijke Academie voor Nederlandse taal- en letterkunde [nouvelle série], Gand, Koninklijke Vlaamse Academie voor Taal- en Letterkunde, vol. 1988, no  2, p. 133-279  (ISSN 0770-786X).
- (nl) Smeyers, Jozef.  « Broeckaert, Karel », [notice biographique], Literair Gent, [En ligne], [s. d.], réf. du 28 décembre 2014.  [www.literair.gent.be].
- (fr) Un flamingant, P.-J. de Borchgrave : sa vie et ses œuvres, [tiré à part de la Revue belge et étrangère, nouvelle série de la Belgique], Bruxelles, Bureaux de la Revue belge et étrangère, 1861, 53 p.